# Île de Bourgines
L'île de Bourgines est une île fluviale de la Charente, située sur la commune d'Angoulême.

## Histoire
Elle est située au nord du centre-ville d'Angoulême, entre les quartiers de l'Houmeau (rive gauche) et Saint-Cybard (rive droite), et est traversée au nord par le pont Saint-Antoine. Jardin public (parc de Bourgines), elle est occupée au sud par l'Aviron Club d'Angoulême et au centre par l'Angoulême Canoë Kayak et sert régulièrement de lieu de concerts.  
Avant 2000, l'île était un des lieux les plus actifs de la ville avec un camping trois étoiles, une piscine d'été fréquentée et une auberge de jeunesse active. L'ensemble ayant fermé le lieu est resté en friche jusqu'en 2013 lorsqu'il est progressivement transformé en jardin public.
Dès le Moyen-Âge cette île était une possession de l'abbaye de Saint-Cybard et s'appelait alors l'île à l'Abbé. A la Révolution elle fut vendue comme bien national et connut plusieurs propriétaires, et changea plusieurs fois de noms.
Son nom actuel lui a été donné au début du XXe siècle, par René Dominique Bourgine, né à Poitiers le 18 décembre 1810 et mort à Angoulême le 14 avril 1886. Tailleur d'habits, il s'est ensuite installé à Angoulême en 1852, et aménagea dès son arrivée en tant que maître-nageur un établissement de bains de rivière sur un bras de la Charente derrière l'île. La baignade était surveillée et règlementée dès sa création, avec cabines, pontons, échelles et différents niveaux de profondeur. Ces bains eurent du succès en été mais disparurent lorsque la piscine fut inaugaurée le 18 juillet 1959.
En 1870 fut créé un cercle de canotiers qui devint en 1908 la Société des Sports nautiques (SNA) d'Angoulême. Elle organisait des compétitions sportives et des régates sur la Charente. En 1990 elle a fêté ses 120 ans.
La passerelle fut construite en 1949, remplaçant le bac piétons qui permettait d'accéder à l'île depuis le port de l'Houmeau.